# Brodski Stupnik

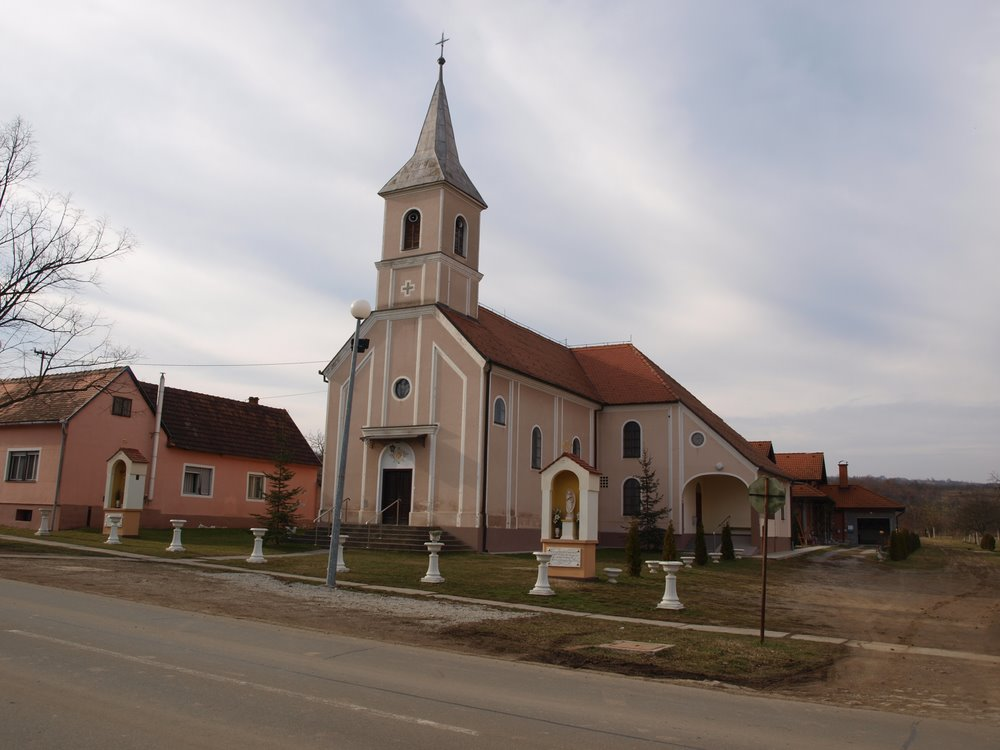
Kerk

Brodski Stupnik is een gemeente in de Kroatische provincie Brod-Posavina.
Brodski Stupnik telt 3526 inwoners. De oppervlakte bedraagt 57 km², de bevolkingsdichtheid is 61,9 inwoners per km².
Steden (gradovi): Slavonski Brod · Nova Gradiška

Gemeenten (općine): Bebrina · Brodski Stupnik · Bukovlje · Cernik · Davor · Donji Andrijevci · Dragalić · Garčin · Gornja Vrba · Gornji Bogićevci · Gundinci · Klakar · Nova Kapela · Okučani · Oprisavci · Oriovac · Podcrkavlje · Rešetari · Sibinj · Sikirevci · Slavonski Šamac · Stara Gradiška · Staro Petrovo Selo · Velika Kopanica · Vrbje · Vrpolje